# 秋田丸 (2代)
秋田丸（あきたまる）は、日本郵船の貨物船。後に神原汽船にて貨客船「トロピカル・レインボー」として運航された。

## 日本郵船
本船は1951年（昭和26年）の第7次後期計画造船で計画され、三菱日本重工業横浜造船所にて建造。1951年（昭和26年）12月26日に起工。
1952年（昭和27年）7月18日に進水し、同年9月10日に竣工した。
赤城丸型貨物船（A型貨物船）の3番船で、三島型の船型である。ベール梱包で14,956立米・穀類ばら積みで16,219立米の貨物槽容量を備え、日本 - オーストラリア間の航路などで運航された。

## 神原汽船

### 改造
本船は1972年（昭和47年）に神原汽船に売却され一般貨物船として使用されていた。1973年（昭和48年）、神原汽船は子会社によるニューギニア開発事業に関連する形で日本 - ニューギニア間の貨客船航路の開設を計画。これに充当するために本船は常石造船にて約3億円をかけて改造する工事を受け、船名をトロピカル・レインボーに変更した。
改造内容は、船橋の前後に3箇所ずつある貨物槽のうち、前方の3箇所と中央の機関室後方の貨物槽を残しその他を旅客室に転用し、船楼甲板と船尾楼甲板を連続させDデッキとするなど増築による客室の増加、船尾にプールや遊歩広場を設けるといったもので、特等室以上は専用の浴室・便所・洗面所を設けた。
Bデッキ
- 貴賓室（2名×4室 ツインベッド）
- 新婚室（2名×2室 二段ベッド）
- 病室

Cデッキ
- 新婚室（2名×3室）
- 特等室（2名×8室 二段ベッド）
- 薬局
- 屋外広場
- ゲームルーム
- プール（9m×5m、深さ1.5m）

Dデッキ
- 大食堂（128席）・ダンスホール・スナックカウンター
- バー「ニューギニア」
- 茶室「無心庵」・日本庭園
- 理容室
- 美容室
- 売店
- 図書室
- 貨物ハッチ

Eデッキ
- 1等室（4名×35室 二段ベッド、洗面所付き）
- サウナ
- 隔離室
- 監禁室
- 浴室

Fデッキ
- 2等室（4名×16室・6名×2室 二段ベッド）
- 浴室

### 就航
トロピカル・レインボーとなった本船は1973年（昭和48年）7月1日より、横浜 - グアム - ラバウル - ラエ - マダン - グアム - 大阪 - 名古屋 - 横浜間の航路に就航した。
航路は当初往路で横浜からグアムまで5日間、グアムで1日停泊した後ラバウルまで計9日間、ニューギニアではラバウルに3日間・ラエに1日・マダンに2日停泊の後、復路については大阪までの客扱いとし、20日に再度グアムに寄港の後大阪まで24日間を要し、その後大阪に3日間停泊し28日に出港、29日に名古屋へ寄港、30日に横浜に戻る形とした。また後にニューギニアの経路についてはマダン・ラエ・ラバウル・マダンの順で寄港する形に変更されている。
就航当時は日本の船会社による唯一の外国への旅客航路であり、ラバウル戦線などで戦死した日本兵の遺族などに良く利用され、第2船として姉妹船で日本郵船所有の「赤城丸」を改装し「トロピカル・スター」として就航させる計画もあったものの、スタビライザーがないうえ旧式の機関で速力が遅く、船内はパブリックスペースが狭く客室の居住性も悪いといった問題点が多く、定員250名に対し平均乗船客数は80名程度に留まり、1974年（昭和49年）10月1日横浜港発の第14次航海をもって撤退となった。
1977年（昭和52年）に本船はクウェートのAlijasim Shippingに売却されて船名をAl Loulouahに変更するが、同年にUnited Shipping Trading & Contracting Serviceに売却されて船名をGulf Pearlに変更している。
1980年（昭和55年）、本船はAhmed Abdulwahal Al Marzoukに売却されたが、同年に台湾の高雄で解体された。